# Nicola Grimaldi
Nicola Grimaldi, italijanski rimskokatoliški diakon in kardinal, * 19. julij 1768, Treia, † 12. januar 1845.

## Življenjepis
20. januarja 1834 je bil povzdignjen v kardinala in imenovan za kardinal-diakona S. Nicola in Carcere.